# Mandelkliff
Das Mandelkliff ist ein Kliff in den Usarp Mountains des ostantarktischen Viktorialands. Es ragt südöstlich der Litell Rocks im unteren Abschnitt des Rennick-Gletschers und östlich des nördlichen Endes der Morozumi Range auf.
Wissenschaftler der deutschen Expedition GANOVEX I (1979–1980) nahmen ihre Benennung vor. Namensgebend ist der amygdaloidale Basalt, aus dem das Kliff besteht (von lateinisch amygdala, altgriechisch ἀμυγδάλη ‚Mandel(kern)‘).